# Peters-Kinnblattfledermaus
Die Peters-Kinnblattfledermaus (Mormoops megalophylla) ist eine Fledermausart aus der Familie der Kinnblattfledermäuse (Mormoopidae), welche in Nord- und Südamerika beheimatet ist.
Der Gattungsname Mormoops leitet sich vom griechischen „mormo“ (=Schreckgespenst) ab. Der Artname megalophylla setzt sich aus dem lateinischen „mega“ (=groß) und „phyllum“ (=Blatt) ab und bezieht sich auf die blattartigen Hautlappen an der Schnauze der Tiere.

## Beschreibung
Die Peters-Kinnblattfledermaus ist mit einer Gesamtlänge von 85 bis 97 mm und einer durchschnittlichen Unterarmlänge von 54,5 mm die größere der beiden Arten der Gattung Mormoops. Bei der Peters-Kinnblattfledermaus ist die Verbindung zwischen den Ohren ausgeprägter als bei ihrer Schwesterart Mormoops blainvillei. Auffallend sind bei beiden Arten die lappenförmigen Auswüchse im Gesicht. Sowohl Mormoops megalophylla als auch M. blainvillei  haben eine ungewöhnliche Schädelform, bei der die Schnauze nach oben gebogen ist. Stirn und Schnauze bilden dabei einen Winkel von beinahe 90°.

## Lebensweise
Die Peters-Kinnblattfledermaus ist wie die meisten Fledermäuse nachtaktiv und ernährt sich von Insekten, wobei große Falter bevorzugt erbeutet werden. Tagsüber hängen die Tiere in Kolonien von bis zu 500.000 Individuen in Höhlen oder Mienen. Dabei halten die einzelnen Tiere einen Abstand von 15 cm zueinander und bilden nicht wie andere Fledermäuse dichte Trauben. Mormoops megalophylla fliegt kurz nach Einbruch der Dunkelheit aus und kehrt erst etwa 7h später zum Hangplatz zurück.

## Verbreitung und Lebensraum
Die Peters-Kinnblattfledermaus kommt vom Süden der Vereinigten Staaten über Mexiko bis Honduras sowie in Ecuador, Kolumbien und Venezuela vor. Die IUCN schätzt die Art dank ihrer weiten Verbreitung und der vermutlich großen Populationen als ungefährdet ein, weist jedoch darauf hin, dass die Art anfällig für Störungen ist, insbesondere durch die kommerzielle Nutzung der Höhlen.